# Чон Ги Ён (боксёр)
Чон Ги Ён (кор. 정기영; род. 23 ноября 1959, Кёнсан-Пукто) — южнокорейский боксёр, представитель второй легчайшей и полулёгкой весовых категорий. Выступал на профессиональном уровне в период 1979—1986 годов, владел титулом чемпиона мира по версии IBF.

## Биография
Чон Ги Ён родился 23 ноября 1959 года в провинции Кёнсан-Пукто, Южная Корея.
Дебютировал в боксе на профессиональном уровне в июне 1979 года, выиграв у своего соперника по очкам в четырёх раундах. Долгое время не знал поражений, хотя выступал исключительно на домашних рингах Южной Кореи, встречаясь с малоизвестными дебютантами. Сделав серию из 11 побед подряд, в 1980 году потерпел два поражения.
Несмотря на проигрыши, Чон продолжил активно выходить на ринг и в августе 1981 года поборолся за вакантный титул чемпиона Южной Кореи во второй легчайшей весовой категории. Тем не менее, уступил по очкам другому претенденту Со Сон Ину, будущему чемпиону мира.
В 1982 году Чон всё таки стал чемпионом Кореи в во втором легчайшем весе, а затем поднялся в полулёгкий вес и выиграл аналогичный чемпионский пояс в этом дивизионе.
В июне 1984 года завоевал вакантный титул чемпиона Восточной и тихоокеанской боксёрской федерации (OPBF) в полулёгком весе, который впоследствии сумел защитить трижды.
Благодаря череде удачных выступлений в 1985 году Чон Ги Ён удостоился права оспорить титул чемпиона мира в полулёгком весе по версии Международной боксёрской федерации (IBF), который на тот момент принадлежал его соотечественнику О Мин Гыну. Противостояние между ними продлилось до пятнадцатого раунда, в итоге Чон победил своего соперника техническим нокаутом и забрал чемпионский пояс себе.
Дважды защитил полученный титул чемпиона, выиграв у непобеждённых американцев Тайрона Джексона (22-0) и Ричарда Сэвиджа (26-0). Лишился титула в августе 1986 года, когда в рамках третьей защиты уступил техническим нокаутом пуэрториканцу Антонио Ривере — на этом поражении принял решение завершить карьеру профессионального спортсмена. В общей сложности провёл на профи-ринге 38 боёв, из них 31 выиграл (в том числе 10 досрочно), 5 проиграл, тогда как в двух случаях была зафиксирована ничья.